# Датуми у Ратовима звезда
Фанови серијала „Ратови звезда” организују важне датуме календаром везаним за битку за Јавин која се одиграва у „Звезданим ратовима — епизоди IV: Нова нада”. Ознака ПБЈ означава време Пре Битке за Јавин (ен. BBY – Before Battle of Yavin), а НБЈ означава време Након Битке за Јавин (ен. ABY – After Battle of Yavin). Повремено се може наћи као почетна година и пад Империје након битке за Ендор [4. године НБЈ], али најчешће коришћен је баш календар везан за Битку за Јавин.
Унутар „Звезданих ратова” овај систем користе само Побуњеничка Алијанса и Нова Република након њих. Претходна Галактичка Империја је користила датуме прилагођене у Великој ресинхронизацији 35. ПБЈ или од успостављања Империје 19. ПБЈ. Галактичка Република је бројала датуме од године Руусанске реформације, 1000. ПБЈ.
Галактичка стандардна година, заснована на години на Корусанту траје 368 стандардних дана, који је дан исте дужине као дан на Корусанту (24 сата). Очигледно је да пре важе правила Њутновског свемира, а не релативистичког простор–времена, тако да дати интервал времена траје једнако било где, чак и у хиперпростору.

## Време догађања филмова
- — епизода : Фантомска претња: 32. ПБЈ
- — епизода : Напад клонова: 22. ПБЈ
- — епизода : Освета сита: 19. ПБЈ
- — епизода : Нова нада: 0. ПБЈ
- — епизода : Империја узвраћа ударац: 3. НБЈ
- — епизода : Повратак џедаја: 4. НБЈ

## Историја „Звезданих ратова”

### Пре Битке за Јавин (ПБЈ)
- c. 5,000,000,000. ПБЈ – Галаксија Звезданих ратова је настала.
- c. 100,000. ПБЈ – Планета Корусант је комплетно покривена главним градом, касније познатим као Галактички град.
- c. 49,000. ПБЈ – Бескрајно царство Раката је успостављено.
- c. 28,000. ПБЈ – Бескрајно царство колабира након подужег грађанског рата.
- c. 27,500. ПБЈ – Први људски колонисти слећу на Алдеран.
- c. 25,130. ПБЈ – Почиње владавина Ксима Деспота.
- c. 25,100. ПБЈ – Ксим Деспот је убијен на Вонтору, окончавајући његову тиранску власт над Тионском Хегемонијом.
- c. 25,000. ПБЈ – Хиперпогон је пронађен и оснива се Ред Џедаја. Корусант постаје главни град Републике.
- c. 24,500. ПБЈ – Први рат међу Џедајима почиње, када су неки од њих привучени на мрачну страну.
- c. 24,400. ПБЈ – Мрачни Џедаји губе рат и оснивају Царство Сита, које остаје скривено од остатка галаксије скоро 20.000 година.
- c. 9,990. ПБЈ – Светлосна сабља је пронађена.
- c. 8,000. ПБЈ – Република колонизује планету Маластер. Гран колонисти стижу током следећих векова и почињу да потискују домородачке Дугове.
- c. 7,000. ПБЈ – Стогодишња Тама.
- c. 5,500. ПБЈ – Први крак Трговачког пута Рима установљавају трговци Тапани сектора.
- 5,000. ПБЈ – Велики Хиперпросторни Рат. Гав и Џори Дарагон случајно доводе Царство Сита у Републику. Република побеђује у рату који избија, али Нага Садов бежи на Јавин .
- c. 5,000. ПБЈ – Откривена је планета Татуин
- c. 4,400. ПБЈ – Џедај Витез Фридон Над прелази на Мрачну Страну, учећи тајне Сита од Мрачног Господара Наге Садова.
- 4,250. ПБЈ – Вултарска Катаклизма.
- 3,996. ПБЈ – Велики Рат Сита. Пали Џедаји Улик Кел-Дрома и Егзар Кун покрећу рат против Републике, али бивају поражени.
- c. 3,983. ПБЈ – Мандалоријски нео-крсташи отпочињу поход на Спољни Прстен галаксије. Савет Џедаја забрањује учешће Џедаја.
- c. 3,979. ПБЈ – Бастила Шан је рођена на Талравину. Џедаји је проналазе и она отпочиње обуку као дете.
- 3,963. ПБЈ – Мандалоријски Рат почиње. Џедаји Реван и Малак се супротстављају Савету и воде Републичке снаге против нападача.
- 3,960. ПБЈ – Крај Мандалоријског Рата. Џедај Реван који је генерал, касније зван Изгнаник, свесно прекида све везе са Силом да прекине бол изазван хиљадама смрти у Бици за Малакор 5. Реван и Малак нестају. Изгнаник је позван на Корусант да одговара за супротстављање Савету и протеран је када Савет сазна за генералово свесно напуштање Силе.
- 3,959. ПБЈ – Реван и Малак, привучени на Мрачну Страну, објављују рат Републици. Само Борбена медитација Бастиле Шан спречава пораз.
- 3,956. ПБЈ – Грађански рат Џедаја се завршава искупљењем Ревана, смрћу Малака и уништењем Звездане Ковачнице.
- 3,955. ПБЈ – Реван нестаје у Непознатој Области да уништи древно Царство Сита.
- 3,951. ПБЈ – Изганика открива на Ebon Hawk, Ревановом броду, Дарт Треја, Сит господарица која покушава да уништи Силу манипулишући одјецима изазваним Изгнаниковим свесним одсецањем од ње. Изгнаник успоставља везу са Силом, убија Дарт Треју, Дарт Нихилуса и Дарт Сиона, који су пет година уништавали Џедаје и оснива се нови Ред Џедаја.
- c. 3,900. ПБЈ – Планету Набу колонизују насељеници са Гризмалта.
- c. 2,000. ПБЈ – Одбегли Џедај бежи из реда са украденим холокроном и оснива нови Сит ред који се сукобљава са Џедајима следећих хиљаду година. Нови Рат Сита почиње.
- c. 1,000. ПБЈ – Битка за Руусан. Преостали Ситови су истребљени на Руусану, осим Дарт Бејна, који оснива нови Сит ред са само једним учитељем и једним учеником у исто време. Сваки Сит добија ново име које почиње са Дарт. Сенат доноси Руусанску реформацију која годину битке за Руусан означава као нулту.
- 896. ПБЈ – Јода, вероватно највећи Џедај који је икада постојао, је рођен на непознатој планети. Откривају га Џедаји и он отпочиње обуку.
- 596. ПБЈ – Џаба Десилиџик Тјур је рођен.
- 509. ПБЈ – Једл је рођена на непознатој планети. Откривају је Џедаји и она отпочиње обуку.
- 490. ПБЈ – Управа Корпорацијског Сектора, слободни трговачки феуд галаксије, је основан да раздвоји Сенат и трговце.
- 350. ПБЈ – Основана Трговачка Федерација
- 206. ПБЈ – Опо Ранкисис је рођен на непознатој планети.
- c. 200. ПБЈ – Вуки под именом Чубака је рођен на планети Кашику.
- 102. ПБЈ – Гроф Дуку је рођен у аристократској породици на Серену. Откривају га Џедаји и он отпочиње обуку у детињству.
- 92. ПБЈ – Квај-Гон Џин је рођен на непознатој планети. Откривају га Џедаји и он отпочиње обуку у детињству.
- 84. ПБЈ – Палпатин је рођен на Набуу и обучава га Дарт Плејгис Мудри.
- 72. ПБЈ – Мејс Винду је рођен на Харун Калу.
- 69. ПБЈ – Бејл Органа је рођен на Алдерану.
- 68. ПБЈ – Џанго Фет је рођен на Конкорд Дону.
- 60. ПБЈ – Велики Моф Вилуф Таркин је рођен на Ериадуу.
- 58. ПБЈ – Џанго Фет остаје сироче када његову породицу земљорадника убија мандалоријска Стража Смрти. Одгаја га Џастер Мерил.
- 57. ПБЈ – Оби-Ван Кеноби је рођен на Пилегијасу. Откривају га Џедаји и он отпочиње обуку у детињству.
- 52. ПБЈ – Палпатин је изабран у Галактички Сенат као сенатор Набуа.
- 46. ПБЈ – Падме Амидала је рођена Рувију и Џобал Набири на Набуу.
- 44. ПБЈ – Прави Хиперпросторни Рат почиње.
- 41. ПБЈ – Анакин Скајвокер, Изабрани који ће донети стабилност Сили, је рођен од мајке-робиње Шми Скајвокер.
- 40. ПБЈ – Финис Валорум је изабран за Врховног Канцелрара Републике.
- 39. ПБЈ – Шми и Анакин Скајвокер долазе на Татуин када их купи Гардула Хат. Али, Гардула их изгуби на клађењу продавцу отпада Ватоу. Фирмус Пиет је рођен на Аксксили.
- 35. ПБЈ – Велика Ресинхронизација, као покушај да се ускладе галактички календари.
- 34. ПБЈ – Мандалоријанци су уништени од стране Џедаја предвоћених грофом Дукуом у Бици за Галидраан. Џанго Фет је једини преживели.
- 32. ПБЈ – Ратови звезда — епизода : Фантомска претња
  - Анакина Скајвокера открива Квај-Гон Џин на планети Татуин. Након Квај-Гонове смрти, Скајвокер почиње обуку за Џедаја под Оби-Вановим вођством.
  - Битка за Набу – након што Трговачка Федерација, под утицајем Дарта Сидијуса блокира и на крају окупира Набу. Краљица Падме Амидала се бори када Сенат одбије да реагује: уједињује свој народ са Гунганима и заједно побећују Федерацију. Током битке, Дарт Мол убија Квај-Гона, али Оби-Ван Кеноби убија Дарт Мола. Долтеј Дофин је убијен у уништењу Контролног Дроидског Брода.
  - Дроид  се истиче у спашавању Амидалиног брода када је пробијао блокаду. На Татуину, R2–D2 се среће са својим будућим 'партнером' -ом.
  - Након кризе са Набуом, Палпатин је изабран за Канцелара уместо Финиса Валорума.
  - Гроф Дуку напушта Ред Џедаја и нестаје, тајно се састајући са Дартом Сидијусом.
  - Бејл Органа је изабран у Галактички Сенат као сенатор Алдерана.
  - Војска клонова је створена на планети Камино у тајности, вероватно наручена од стране Џедај Учитеља Сајфо-Дијаса. Извор клонова, Џанго Фет, уз значајну исплату, тражи и неизмењеног клона за себе, којег подиже као сина и даје му име Боба.
- 29. ПБЈ – Раит Сијенар представља оригинални концепт Звезде Смрти Вилуфу Таркину. Хан Соло је рођен на Корелији
- 24. ПБЈ – Гроф Дуку се појављује и објављује да је Република постала превише корумпирана и позива грађане да одбију послучност држави и оснују нову владу.
- 22. ПБЈ – Ратови звезда — епизода : Напад клонова
  - Ловац на уцене Зам Весел покушава да изврши атентат на сенатора Амидалу на Корусанту убивши осам војника са Набуа и Амидалину двојницу Корде.
  - Након другог покушаја убиства Амидале, Џедаји Анакин Скајвокер и Оби-Ван Кеноби јуре Зам Весел кроз град, али је Џанго Фет убија пре него што открије ишта.
  - Анакин се враћа на Татуин и среће свог полу-брата Овена Ларса. C–3PO и R2–D2 се поново срећу.
  - Шми Скајвокер умире након што су је отели и мучили Тускенски јахачи, а Анакин убија цело племе, што је почетак пута ка Мрачној Страни.
  - Оби-Ван открива да је Нут Ганреј покушавао да убије Амидалу из освете што му је помутила планове пре десет година и да се Дукуова Конфедерација Независних Система спрема на рат.
  - Палпатину Сенат даје ванредна овлашћења и прихвата армију клонова са Камина да би се супротставила Конфедерацији.
  - Ратови Клонова отпочињу битком на Геонозису. Мејс Винду убија Џанга Фета и Боба остаје сироче.
  - Анакин Скајвокер и Падме Амидала се заљубљују једно у друго и венчавају у тајности на Набуу.
- 22—19. ПБЈ Ратови Клонова
  - Аајла Секура и Иленик Ит'кла налазе научника Техно Уније на Корелији
  - Мрачни Џедај Асаџ Вентрес се среће са грофом Дукуом и проглашава се Ситом. Дарт Сидијус и Дуку је користе за своје планове против Анакина Скајвокера.
  - Генерал Гривус, вођа армије Сепаратиста, напада Корусант и отима канцелара Палпатина.
- c. 21. ПБЈ – Мара Џејд је рођена на непознатој планети.
- 19. ПБЈ – Ратови звезда — епизода : Освета сита
  - Ратови Клона се завршавају уништењем Конфедерације биткама на Корусанту, Утапауу и на Мустафару. Канцелар Палпатин проглашава оснивање Галактичке Империје и себе за цара, Анакин прелази на Мрачну Страну и постаје Дарт Вејдер.
  - Велико истребљење Џедаја оркестрирају Палпатин и Вејдер и скоро сви Џедаји су убијени; само двојица преживе.
  - Амидала рађа близанце и даје им имена Лук и Леја и умире на порођају. Оби-Ван и Јода, који су преживели истребљење, предају Лука Анакиновом полу-брату Овену Ларсу на Татуину, а Леју Бејлу Органи са Алдарана да их Вејдер или Палпатин не би пронашли.
  - Први отпор Империји настаје. Почиње Галактички грађански рат.
- 5. ПБЈ – Хан Соло, на војној академији, спашава Чубаку, роба, и избачен је из Војске. Чубака му се заклиње на верност и њих двојица остају заједно следећих тридесет година.
- 1. ПБЈ – Настаје Побуњеничка Алијанса. Бејл Органа се повлачи из Сената после 31 године и његова усвојена ћерка Леја га замењује до избора за сенатора следеће године.
- 0. ПБЈ – Ратови звезда — епизода : Нова нада
  - Након бега са брода Tantive IV принцезе Леје, који је заробио Дарт Вејдер, дроиди  и  доспевају на Татуин где их купује Лук Скајвокер.
  - Оби-Ван Кеноби налази Лука и види тајну поруку коју за њега носи R2–D2.
  - Одред Империјалних војника убија Овена и Беру Ларс, Луковог стрица и стрину, остављајући га без једине породице коју је икада познавао.
  - Цар распушта Сенат и себи даје апсолутну моћ.
  - Након што Леја одбије да ода позицију базе Побуњеника, Велики Моф Таркин наређује да Звезда Смрти уништи Алдеран.
  - Оби-Ван Кеноби и Дарт Вејдер се сукобљавају, резултујући смрћу Оби-Вана, али његов дух наставља да постоји.
  - Битка за Јавин. Лук уништава Звезду Смрти пре него она уништи базу побуњеника на Јавину IV уз помоћ Хана Сола и духа Оби-Вана. Лук и Хан се придружују Алијанси. Велики Моф Таркин гине у уништењу Звезде Смрти.

### Након Битке за Јавин (НБЈ)
- 1. НБЈ –Executor, брод типа Super Star Destroyer, је изграђен и стављен под команду капетана Кендала Озела. Креће да уништи базу Побуњеника на Јавину, али због омашке адмирала Грифа, Побуњеници успевају да побегну.
- 3. НБЈ – Ратови звезда — епизода : Империја узвраћа ударац
  - Битка на Хоту – Империја открива базу Алијансе на леденој планети Хот и уништава је уз многе жртве по Алијансу.
  - Адмирала Озела убија Дарт Вејдер због промашаја и капетан Пиет преузима вођство над Вејдеровом флотом.
  - Лук Скајвокер налази Јоду на Дегоби, али прекида обуку и обећава да ће се вратити.
  - Боба Фет хвата Хана Сола и приводи га Џаби Хату, након што је Соло замрзнут у карбониту у Граду Облака. Ландо Калрисијан се придружује Алијанси.
  - Током дуела, Вејдер открива Луку да је он његов отац, али Лук то не жели да прихвати.
- 4. НБЈ – Ратови звезда — епизода : Повратак џедаја
  - Хана Сола спашава Леја и убија Џабу Хата. Боба Фет упада у Сарлакову јаму, али његов желудац не може да свари Бобин ракетни ранац и Сарлак га избацује. Криминалци почињу рат око Џабиног криминалног царства.
  - Лук се враћа на Дегобу да заврши обуку. Јода умире након што открије да је Дарт Вејдер заиста Луков отац и каже му да постоји још један Скајвокер. Лук схвата да је то Леја. Он јој то саопштава на Ендору.
  - Битка на Ендору. Ландо Калрисијан, Веџ Антилис и Ниен Нунб уништавају другу Звезду Смрти, завршавајући Галактички грађански рат. Помоћу Евока, Побуњеници уништавају станицу која обезбеђује штит око Звезде Смрти. Империја се распада. Адмирал Пиет гине у судару Executor-а са Звездом Смрти.
  - Дарт Вејдер/Анакин Скајвокер се враћа Светлој Страни Силе захваљујући Луку. Анакин уништава Палпатина, спашава сину живот и умире на Светлој Страни. Лук кремира оно што је остало од Анакина на Ендору.
  - Примирје на Бакури. Побуњеничка Алијанса постаје Алијанса Слободних Планета и обједињује друге системе у реформацију Републике, почевши на Бакури где је успостављено прво примирје између Алијансе и Империјалних снага.
- 5. НБЈ – Основана је Нова Република. Лук се повлачи из војске. Исана Исард покушава да преотме Империју и влада као царица.
- 7. НБЈ – Бакта Рат. Нова Република преузима Корусант од остатака Империје. Исана оставља вештачки вирус на планети да поквари победу Републике. Ипак, Република обезбеђује потребан бакта са Тифере и елиминише заразу. Исард лажира своју смрт и нестаје.

- 8. НБЈ – Леја Органа се удаје за Хана Сола.
- 9. НБЈ – 
  - Леја и Хан добијају децу Џејсена и Џаину.
  - Покушај Великог Адмирала Трона да уништи Републику и поврати Империју пропада.
  - Дух Оби-Вана умире.
  - Ногри прелазе на страну Републике када открију да је Империја манипулисала њима и загађивала им свет.
- 10. НБЈ – 
  - Палпатин се поново рађа у клонираном телу и преокреће Лука на Мрачну Страну. Лук успева да се врати Светлу и убија Палпатина са Лејом и уништава његов брод Eclipse.
  - Палпатин се поново враћа, али Емпатаџајос Бранд уништава његову животну снагу. Бранд умире и Палпатин је потпуно мртав. R2–D2 уништава Eclipse II и Галактички Топ, изазивајући уништење Империјалне Флоте и планете Бис, где су Палпатинове клонирајуће машине лоциране.
  - Леја и Хан добијају сина Анакина.
- 11. НБЈ – Лук Скајвокер оснива Џедај Академију на Јавину IV.
- 19. НБЈ – Лук Скајвокер се жени Маром Џејд. Нова Република и последњи остаци Империје потписују мировни споразум окончавајући све конфликте између две стране.
- 23. НБЈ – Џејсен и Џаина Соло, сад Џедаји на Академији, се боре против Другог Империјума, који покушава да поремети мир и отпочне нови Галактички грађански рат.
- 24. НБЈ – Алијанса Диверзитета, екстремистичка антиљудска организација, је поражена од стране Републике.
- 25—30 НБЈ. – 
  - Јужан Вонг нападају галаксију и Чубака гине на Вектору I. Нова Република утврђује годину битке за Јавин као нулту.
  - Лук Скајвокер и Мара Џејд добијају сина Бена Скајвокера.
  - Јужан Вонг освајају Корусант и Нова Република престаје да постоји. Анакин Соло умире.
  - Корусант је ослобођен од Јужан Вонга. Зонама Секот склапа мировни споразум између Галактичке Алијансе и Јужан Вонга. Рат се завршава након пет година.